# Alison Bai
Alison Bai (Canberra, 18 gennaio 1990) è una tennista australiana.

## Carriera
Alison ha vinto 1 titolo in singolare e 13 titoli in doppio nel circuito ITF. Come professionista ha raggiunto la sua migliore posizione nel singolare WTA, la nr 305, il 2 novembre 2015. Mentre il 20 gennaio 2020 ha raggiunto il miglior piazzamento mondiale nel doppio, nr 125.

## Statistiche ITF

### Singolare

#### Vittorie (1)
| Torneo $100.000 (0) |
| Torneo $80.000 (0)  |
| Torneo $75.000 (0)  |
| Torneo $60.000 (0)  |
| Torneo $50.000 (0)  |
| Torneo $25.000 (0)  |
| Torneo $15.000 (1)  |
| Torneo $10.000 (0)  |

| N. | Data          | Torneo                                      | Superficie | Rivale           | Risultato |
| 1. | 15 marzo 2015 | Mildura Grand Tennis International, Mildura | Erba       | Kimberly Birrell | 6-3, 6-3  |

#### Sconfitte (2)
| Torneo $100.000 (0) |
| Torneo $80.000 (0)  |
| Torneo $75.000 (0)  |
| Torneo $60.000 (0)  |
| Torneo $50.000 (0)  |
| Torneo $25.000 (1)  |
| Torneo $15.000 (1)  |
| Torneo $10.000 (0)  |

| N. | Data           | Torneo                                      | Superficie | Rivale        | Risultato     |
| 1. | 9 marzo 2014   | Mildura Grand Tennis International, Mildura | Erba       | Jang Su-jeong | 1-6, 3-6      |
| 2. | 10 giugno 2018 | ITF Women's Circuit Changsha, Changsha      | Cemento    | Han Xinyun    | 5-7, 6-0, 4-6 |

### Doppio

#### Vittorie (13)
| Torneo $100.000 (0) |
| Torneo $80.000 (0)  |
| Torneo $75.000 (0)  |
| Torneo $60.000 (2)  |
| Torneo $50.000 (0)  |
| Torneo $25.000 (7)  |
| Torneo $15.000 (0)  |
| Torneo $10.000 (4)  |

| N.  | Data             | Torneo                                                         | Superficie      | Partner                | Avversarie                           | Punteggio         |
| 1.  | 16 ottobre 2010  | City of Mount Gambier Blue Lake Women's Classic, Mount Gambier | Cemento         | Ana Clara Duarte       | Ayu Fani Damayanti Jessy Rompies     | w/o               |
| 2.  | 9 marzo 2013     | Sydney Tennis International, Sydney                            | Cemento         | Tyra Calderwood        | Anja Dokic Jessica Moore             | 7–6(3), 6–4       |
| 3.  | 8 agosto 2014    | AEGON Pro Series Nottingham, Nottingham                        | Cemento         | Mari Tanaka            | Katie Boulter Freya Christie         | 6-4, 6-3          |
| 4.  | 24 agosto 2016   | Oldenzaal Open, Oldenzaal                                      | Terra rossa     | Lu Jiajing             | Elyne Boeykens Jainy Scheepens       | 3–6, 6–4, [10–6]  |
| 5.  | 30 agosto 2016   | Rotterdam Open, Rotterdam                                      | Terra rossa     | Cornelia Lister        | Brandy Mina Jainy Scheepens          | 7–5, 6–4          |
| 6.  | 15 ottobre 2016  | Cairns Tennis International, Cairns                            | Cemento         | Lizette Cabrera        | Katarzyna Kawa Sandra Zaniewska      | 7–5, 5–7, [12–10] |
| 7.  | 2 giugno 2017    | Wuhan City Vocational College Cup, Wuhan                       | Cemento         | Lu Jiajing             | Jiang Xinyu Tang Qianhui             | 6–2, 7–6(3)       |
| 8.  | 11 novembre 2017 | William Loud Bendigo International, Bendigo                    | Cemento         | Zoe Hives              | Asia Muhammad Arina Rodionova        | 4–6, 6–4, [10–8]  |
| 9.  | 26 maggio 2018   | ITF Women's Circuit Baotou, Baotou                             | Terra rossa (i) | Aleksandrina Najdenova | Natalija Kostić Nika Kukharchuk      | 6–4, 0–6, [10–6]  |
| 10. | 30 marzo 2019    | ACT Clay Court International, Canberra                         | Terra rossa     | Jaimee Fourlis         | Naiktha Bains Tereza Mihalíková      | 6-2, 6-2          |
| 11. | 6 luglio 2019    | Seixal Ladies Open, Corroios-Seixal                            | Cemento         | Paige Hourigan         | Francisca Jorge Olga Parres Azcoitia | 3–6, 6–2, [14–12] |
| 12. | 11 gennaio 2020  | APIS Canberra International, Bendigo                           | Cemento         | Jaimee Fourlis         | Anna Bondár Pemra Özgen              | 5-7, 6-4, [10-8]  |
| 13. | 8 febbraio 2020  | Launceston Tennis International, Launceston                    | Cemento         | Jaimee Fourlis         | Alicia Smith Abigail Tere-Apisah     | 7–6(4), 6–3       |

#### Sconfitte (21)
| Torneo $100.000 (0) |
| Torneo $80.000 (0)  |
| Torneo $75.000 (0)  |
| Torneo $60.000 (4)  |
| Torneo $50.000 (2)  |
| Torneo $25.000 (10) |
| Torneo $15.000 (1)  |
| Torneo $10.000 (4)  |

| N.  | Data              | Torneo                                                         | Superficie  | Partner                 | Avversarie                             | Punteggio           |
| 1.  | 15 ottobre 2005   | ITF Women's Circuit Lyneham, Lyneham                           | Terra rossa | Jenny Swift             | Casey Dellacqua Daniella Jeflea        | 4-6, 3-6            |
| 2.  | 13 ottobre 2007   | Rockhampton Tennis International, Rockhampton                  | Cemento     | Jessica Moore           | Courtney Nagle Robin Stephenson        | 4-6, 3-6            |
| 3.  | 8 marzo 2008      | ITF Women's Circuit Hamilton, Hamilton                         | Cemento     | Emelyn Starr            | Maki Arai Yurina Koshino               | 6(3)-7, 6(2)-7      |
| 4.  | 14 marzo 2009     | ITF Women's Circuit North Shore City, Distretto di North Shore | Cemento     | Renee Binnie            | Kim So-jung Ayaka Maekawa              | 5–7, 6(4)-7         |
| 5.  | 29 agosto 2009    | Qianshan Open, Qianshan                                        | Cemento     | Sacha Jones             | Liang Chen Sun Shengnan                | 2-6, 4-6            |
| 6.  | 25 settembre 2010 | Alice Springs Tennis International, Alice Springs              | Cemento     | Emelyn Starr            | Erika Sema Yurika Sema                 | 5-7, 1-6            |
| 7.  | 15 settembre 2012 | City of Salisbury Tennis International, Salisbury              | Cemento     | Sally Peers             | Ayu Fani Damayanti Lavinia Tananta     | 6(5)-7, 0-6         |
| 8.  | 11 ottobre 2014   | Cairns Tennis International, Cairns                            | Cemento     | Ayaka Okuno             | Jessica Moore Abbie Myers              | 2–6, 2–6            |
| 9.  | 14 febbraio 2016  | Perth Tennis International, Perth                              | Cemento     | Abbie Myers             | Ashleigh Barty Jessica Moore           | 6-3, 4-6, [8-10]    |
| 10. | 11 giugno 2016    | Surbiton Trophy, Surbiton                                      | Erba        | Robin Anderson          | Sanaz Marand Melanie Oudin             | 4–6, 5–7            |
| 11. | 5 novembre 2016   | Canberra Tennis International, Canberra                        | Cemento     | Lizette Cabrera         | Jessica Moore Storm Sanders            | 3–6, 4–6            |
| 12. | 3 febbraio 2017   | Burnie International, Burnie                                   | Cemento     | Varatchaya Wongteanchai | Riko Sawayanagi Barbora Štefková       | 6(6)-7, 6–4, [7–10] |
| 13. | 28 febbraio 2017  | Clare Valley Tennis International, Clare                       | Cemento     | Erika Sema              | Beatriz Haddad Maia Genevieve Lorbergs | 4-6, 3-6            |
| 14. | 17 febbraio 2018  | Perth Tennis International, Perth                              | Cemento     | Lu Jiajing              | Jessica Moore Olivia Tjandramulia      | 5–7, 7–6(8), [9–11] |
| 15. | 3 giugno 2018     | ITF Women's Circuit Luzhou, Luzhou                             | Cemento     | Andreea Roșca           | Han Xinyun Lu Jingjing                 | 3-6, 3-6            |
| 16. | 12 maggio 2019    | Fukuoka International Women's Cup, Fukuoka                     | Sintetico   | Kristie Ahn             | Naomi Broady Heather Watson            | w/o                 |
| 17. | 27 settembre 2019 | Darwin Tennis International, Darwin                            | Cemento     | Jaimee Fourlis          | Destanee Aiava Lizette Cabrera         | 4-6, 6-2, [3-10]    |
| 18. | 4 ottobre 2019    | Brisbane QTC Tennis International, Brisbane                    | Cemento     | Paige Hourigan          | Destanee Aiava Naiktha Bains           | 3-6, 3-6            |
| 19. | 7 gennaio 2022    | Bendigo International, Bendigo                                 | Cemento     | Alana Parnaby           | Fernanda Contreras Alycia Parks        | 3-6, 1-6            |
| 20. | 12 febbraio 2022  | Canberra Pro Tour, Canberra                                    | Cemento     | Jaimee Fourlis          | Asia Muhammad Arina Rodionova          | 3-6, 6-3, [6-10]    |
| 21. | 19 febbraio 2022  | Canberra Pro Tour, Canberra                                    | Cemento     | Jaimee Fourlis          | Asia Muhammad Arina Rodionova          | 6(2)-7, 6(5)-7      |